# Вулиця Степана Бандери (Луцьк)
Вулиця Степана Бандери розташована у центрі Луцька та тягнеться від вулиці Винниченка до вулиці Шопена, історично об'єднала у собі декілька шляхів.

## Історія
Її початок, як вулиці Банкова, виник у 1920-х роках у зв'язку з будівництвом Селянського банку (нині — Будинок офіцерів на вулиці Винниченка). Відомий польський архітектор Мар'ян Лялевич запроєктував цілий комплекс банкових споруд. Нова Банкова вулиця по суті обгорнула ці споруди і паралельно з теперішньою Винниченка прямувала до річки Сапалаївки. Згодом виник проєкт провести від початку Банкової ще одну вуличну гілку, але вже на південь з виходом на алею Болеслава Хороброго (сучасний проспект Волі). Здійснити вдалося лише частину проєкту — продовжили горизонтально частину Банкової. Ця невелика тупикова вулиця закінчувалася біля садиби маршалка місцевої шляхти, в гостях якого бував письменник Юзеф Ігнацій Крашевський. Завдяки цьому вулиця під час урочистого ритуалу в день потрійного ювілею — народження, перебування на Волині та смерті була названа на пошану Крашевського. Назва Банкова залишилася лише для північної її гілки.
З утвердженням радянської влади на Волині у 1939 році вулицю перейменували на честь російського полководця Олександра Суворова. Під час війни вулиця отримала назву Нічна. Назву Суворова відновили у 1944 році. У 1950-х роках у зв'язку з будівництвом обкому Компартії (нині — головний корпус СНУ на проспекті Волі) її з'єднали з іншою тупиковою вулицею Закоп'янською і продовжили до вулиці Шопена.
Ім'я голови Проводу ОУН Степана Бандери вулиця здобула у 2008 році. Відтоді майже на всіх будинках встановили таблички одного зразка з назвою вулиці. Однак колишня назва — Суворова досі іноді трапляється.

## Сучасність
Окрім житлових будинків на вулиці розташовані Державне управління охорони навколишнього середовища у Волинській області, Обласний комітет товариства Червоного хреста України, Управління охорони здоров'я Волинської облдержадміністрації, Міська клінічна стоматологічна поліклініка, банк, ряд магазинів, кав'ярня, салон-перукарня, туристичні агентства.

## Будівлі та установи

### Сфера послуг
- Міжнародна експрес пошта «DHL Інтернешнл Україна» — вулиця Степана Бандери, 2.

### Медицина
- Луцька міська клінічна стоматологічна поліклініка — вулиця Степана Бандери, 6[3].

### Державні установи
- Управління охорони здоров'я Волинської облдержадміністрації — Вулиця Степана Бандери, 5.
- Обласний комітет товариства Червоного хреста України — вулиця Степана Бандери, 5.

### Торгівля
- Магазин одягу «Men's Secret» — вулиця Степана Бандери, 13.
- Магазин канцтоварів — вулиця Степана Бандери, 13.
- Міні-маркет «Бруклін маркет» — вулиця Степана Бандери 15.

### Заклади харчування
- Кав'ярня «Чорна Королева» — вулиця Степана Бандери, 4.
- Паб «Palleta» — вулиця Степана Бандери, 6.